# Liste der Straßen, Plätze und Brücken in Hamburg-Altstadt

Lage von Hamburg-Altstadt in Hamburg und im Bezirk Hamburg-Mitte (hellrot)

Die Liste der Straßen, Plätze und Brücken in Hamburg-Altstadt ist eine Übersicht der im Hamburger Stadtteil Hamburg-Altstadt vorhandenen Straßen, Plätze und Brücken. Sie ist Teil der Liste der Verkehrsflächen in Hamburg.

## Überblick
In Hamburg-Altstadt (Ortsteilnummern 101 und 102) leben 2549 Einwohner (Stand: 31. Dezember 2024) auf 2,4 km². Hamburg-Altstadt liegt in den Postleitzahlenbereichen 20095, 20099, 20457 und 20459.
In Hamburg-Altstadt gibt es 147 benannte Verkehrsflächen, darunter 11 Plätze, 27 Brücken, zwei Tunnel, zwei Schleusen und ein Sperrwerk. Da es sich hier um den ältesten Teil der Stadt handelt, ist die Herkunft einiger Straßennamen nicht genau belegt oder lässt mehrere, teils unterschiedliche Deutungen zu. Themengruppen wie in vielen anderen Stadtteilen gibt es nicht.

## Übersicht der Straßen
Die nachfolgende Tabelle gibt eine Übersicht über alle benannten Verkehrsflächen – Straßen, Plätze und Brücken – im Stadtteil sowie einige dazugehörige Informationen. Im Einzelnen sind dies:
- Name/Lage: aktuelle Bezeichnung der Straße, des Platzes oder der Brücke. Über den Link (Lage) kann die Straße, der Platz oder die Brücke auf verschiedenen Kartendiensten angezeigt werden. Die Geoposition gibt dabei ungefähr die Mitte an. Bei längeren Straßen, die durch zwei oder mehr Stadtteile führen, kann es daher sein, dass die Koordinate in einem anderen Stadtteil liegt.
- Straßenschlüssel: amtlicher Straßenschlüssel, bestehend aus einem Buchstaben (Anfangsbuchstabe der Straße, des Platzes oder der Brücke) und einer dreistelligen Nummer.
- Länge/Maße in Metern:
Hinweis: Die in der Übersicht enthaltenen Längenangaben sind nach mathematischen Regeln auf- oder abgerundete Übersichtswerte, die im Digitalen Atlas Nord[1] mit dem dortigen Maßstab ermittelt wurden. Sie dienen eher Vergleichszwecken und werden, sofern amtliche Werte bekannt sind, ausgetauscht und gesondert gekennzeichnet.
Bei Plätzen sind die Maße in der Form a × b bei rechteckigen Anlagen oder a × b × c bei dreiecksförmigen Anlagen mit a als längster Kante dargestellt.
Der Zusatz (im Stadtteil) gibt an, wie lang die Straße innerhalb des Stadtteils ist, sofern sie durch mehrere Stadtteile verläuft.
- Namensherkunft: Ursprung oder Bezug des Namens.
- Datum der Benennung: Jahr der offiziellen Benennung oder der Ersterwähnung eines Namens, bei Unsicherheiten auch die Angabe eines Zeitraums.
- Anmerkungen: Weitere Informationen bezüglich anliegender Institutionen, der Geschichte der Straße, historischer Bezeichnungen, Baudenkmale usw.
- Bild: Foto der Straße oder eines anliegenden Objektes.

| Name/Lage                           | Straßen- schlüssel | Länge/Maße (in Metern) | Namensherkunft | Datum der Benennung             | Anmerkungen | Bild |
| ----------------------------------- | ------------------ | ---------------------- | --- | ------------------------------- | --- | --- |
| Adolphsbrücke (Lage)                | A037               | 0055 (im Stadtteil)    | nach der Lage am Adolphsplatz | 1843                            | überquert das Alsterfleet, nördlicher Teil in Neustadt | Adolphsbrücke in Hamburg-Altstadt                                                                                  |
| Adolphsplatz (Lage)                 | A038               | 0135 × 35              | Adolf IV. | 1821                            | seit 1807 Maria-Magdalenen-Kirchhof nach dem gleichnamigen Kloster | Adolphsplatz |
| Alstertor (Lage)                    | A116               | 0170                   | nach einem zur ältesten Stadtbefestigung gehörenden Wassertor, 1726 abgerissen | 1842                            | Erwähnung 1346 als Beim Alstertor, seit 1843 Sitz des Thalia Theaters | Alstertor, Blick zur Binnenalster                                                                                  |
| Altenwallbrücke (Lage)              | A141               | 0045                   | in Anlehnung an die Straße Alter Wall | 1843                            | früher Schliekuutsbrücke oder Heiligen-Geist-Brücke, überquert das Mönkedammfleet | Altenwallbrücke |
| Alter Fischmarkt (Lage)             | A150               | 0100                   | Standort des ersten Marktes und der ältesten Hafenanlage Hamburgs | 1949                            | zur Unterscheidung des Altonaer Fischmarkts in Alter Fischmarkt umbenannt, allerdings kein Markt oder Platz, sondern eine Straße                                                                           | Alter Fischmarkt                                                                                                   |
| Alter Wall (Lage)                   | A158               | 0345                   | nach dem um 1480 angelegten Stadtwall | 1843                            | | Alter Wall |
| Altländer Straße (Lage)             | A162               | 0200                   | nach den Altländer Bauern, die hier ihre Waren zum Markt brachten | 1936                            | lt. Straßenverzeichnis in Hammerbrook, lt. Grundkarte in Altstadt | Altländer Straße                                                                                                   |
| Altstädter Straße (Lage)            | A171               | 0185                   | nach ihrer Lage im ältesten Teil der Stadt | 14. Jahrhundert                 | ursprünglicher Name: Altstädter Neustraße, 1899 geändert | Altstädter Straße, Blick zum Burchardplatz                                                                         |
| Altstädter Twiete (Lage)            | A172               | 0060                   | in Anlehnung an die benachbarte Altstädter Straße | 1937                            | | Altstädter Twiete                                                                                                  |
| An der Kunsthalle (Lage)            | A636               | 0250                   | der Lage nach benannt | 1985                            | verläuft oberhalb des Glockengießerwalls als Fußweg | An der Kunsthalle                                                                                                  |
| Ballindamm (Lage)                   | B040               | 0540                   | Albert Ballin (1857–1918), Hamburger Reeder | 1947                            | 1842 aus Brandschutt als Alsterdamm angelegt | Ballindamm, Blick Richtung Glockengießerwall                                                                       |
| Barkhof (Lage)                      | B069               | 0030                   | nach einer Familie von dem Berge, die hier Grundbesitz besaß, und im 13. und 14. Jahrhundert Bürgermeister und Ratsherren stellte | 1909                            | Fußweg | Barkhof, Blick zur Mönckebergstraße                                                                                |
| Bei dem Neuen Krahn (Lage)          | B151               | 0090                   | nach einem 1567 errichteten hölzernen Kran, 1676 abgebrannt | 18. Jahrhundert                 | | Bei dem Neuen Krahn                                                                                                |
| Bei den Mühren (Lage)               | B135               | 0300                   | nach einer alten Stadtmauer (Mühren = Mauer) | 13. Jahrhundert                 | siehe auch Kurze Mühren und Lange Mühren | Bei den Mühren |
| Bei der Alten Börse (Lage)          | B159               | 0090                   | nach der 1558 an dieser Stelle errichteten Börse, 1842 abgebrannt | 1843                            | Fußweg | Bei der Alten Börse                                                                                                |
| Bei der Petrikirche (Lage)          | B180               | 0050                   | nach der Lage an der Hauptkirche St. Petri | 1843                            | Fußweg | Bei der Petrikirche                                                                                                |
| Beim Alten Waisenhause (Lage)       | B195               | 0025 (im Stadtteil)    | nach seiner Lage am 1600 erbauten ältesten Waisenhaus Hamburgs | ca. 1785                        | westlicher Teil (ab Schaartorschleuse) in Neustadt | Beim Alten Waisenhause                                                                                             |
| Bei St. Annen (Lage)                | B191               | 0025 (im Stadtteil)    | zur Erinnerung an die 1869 abgebrochene St. Annenkapelle | 1869                            | lt. Straßen- und Gebietsverzeichnis nur in der Hafencity, lt. Grundkarte nördlicher Teil in Altstadt; der zu Altstadt gehörende Teil befindet sich auf der Kornhausbrücke, die im Zuge der Straße verläuft | Bei St. Annen |
| Bergstraße (Lage)                   | B270               | 0200                   | nach dem Berg, einem früheren Marktplatz bei der Hauptkirche St. Petri | 1838                            | bis 1838 Hinter St. Peter | Bergstraße, Blick in Richtung Jungfernstieg                                                                        |
| Binnenhafenbrücke (Lage)            | B852               | 0050 (im Stadtteil)    | über den Binnenhafen führend | 1964                            | westlicher Teil in Neustadt | Binnenhafenbrücke                                                                                                  |
| Bohnenstraße (Lage)                 | B                  | 0105                   | der Ursprung des Namens ist nicht bekannt | 2022                            | Die Straße existierte unter gleichem Namen bereits einmal bis 1968. Nach Bebauung des Areals verschwand die Straße, im Zuge der Neubebauung wurde sie erneut angelegt.                                     | Bohnenstraße, Blick Richtung Trostbrücke/Neue Burg                                                                 |
| Börsenbrücke (Lage)                 | B448               | 0075                   | nach der Lage an der neuen Börse | 1843                            | überbrückte das Bäckerstraßenfleet, das 1880 zugeschüttet wurde | Börsenbrücke, Blick zum Adolphsplatz                                                                               |
| Brandsende (Lage)                   | B556               | 0220                   | nach der Stelle, an der der Hamburger Brand gestoppt werden konnte | 1843                            | nach dem Hamburger Brand zur Erinnerung angelegt | Brandsende, Blick Richtung Ballindamm                                                                              |
| Brandstwiete (Lage)                 | B558               | 0210                   | nach einem Grundeigentümer Brand | 1869                            | erstmalige Erwähnung 1403, danach bis 1869 nach verschiedenen Eigentümern benannt; kein Bezug zum Hamburger Brand                                                                                          | Brandstwiete, Blick von der Kornhausbrücke                                                                         |
| Brodschrangen (Lage)                | B611               | 0030                   | nach Verkaufsstellen (Schrangen) für Brot | 13. Jahrhundert                 | Fußweg | Brodschrangen |
| Brooksbrücke (Lage)                 | B853               | 0025 (im Stadtteil)    | nach dem Wegenamen „Brook“, zu dem die Brücke seinerzeit führte | 1870                            | führt heute über Binnenhafen bzw. Zollkanal, südlicher Teil in der HafenCity | Brooksbrücke |
| Buceriusstraße (Lage)               | B894               | 0100                   | Gerd Bucerius (1906–1995), Jurist, Verleger und Politiker, Ehrenbürger Hamburgs | 2006                            | | Buceriusstraße, rechts das Pressehaus                                                                              |
| Bugenhagenstraße (Lage)             | B690               | 0210                   | Johannes Bugenhagen (1485–1558), deutscher Reformator, Weggefährte Martin Luthers | 1909                            | | Bugenhagenstraße, Blick vom Jakobikirchhof                                                                         |
| Burchardplatz (Lage)                | B715               | 0060 × 40              | Johann Heinrich Burchard (1852–1912), Rechtsanwalt und Erster Bürgermeister Hamburgs | 1916                            | der Burchardkai in Waltershof hat denselben Namensgeber | Burchardplatz |
| Burchardstraße (Lage)               | B716               | 0300                   | siehe Burchardplatz | 1916                            | | Burchardstraße, Blick zum Burchardplatz, links das Chilehaus                                                       |
| Cremon (Lage)                       | C062               | 0150                   | Herkunft nicht eindeutig geklärt; lt. Beckershaus Name von Grundeigentümern (de Cremun bzw. de Cremon), lt. Hanke auch nach der gekrümmten Lage der Straße (Krummohn = Krummer Mond) | ca. 1281                        | | Cremon, Blick Richtung Mattentwiete                                                                                |
| Curienstraße (Lage)                 | C064               | 0085                   | nach den dort ansässigen Domkurien | 1840                            | | Curienstraße |
| Deichstraße (Lage)                  | D060               | 0270                   | nach einem hier gelegenen Deich | 1304                            | in der Deichstraße brach in der Nacht vom 4. auf den 5. Mai 1842 der Hamburger Brand aus | Deichstraße |
| Deichtorplatz (Lage)                | D061               | 0050 × 20              | nach dem hier gelegenen Deichtor | 1936                            | östlicher Teil in Hammerbrook | Deichtorplatz |
| Deichtorstraße (Lage)               | D062               | 0155 (im Stadtteil)    | siehe Deichtorplatz | 1852                            | lt. Straßenverzeichnis in Altstadt, lt. Grundkarte östlicher Teil ab Eisenbahnbrücke in Hammerbrook | Deichtorstraße |
| Deichtortunnel (Lage)               | –                  | 0250                   | siehe Deichtorplatz | 1966                            | führt unter dem Deichtorplatz hindurch, östliche Zufahrtsrampe in Hammerbrook, Teil der B 4 | Deichtortunnel, zu Altstadt gehörende Westseite                                                                    |
| Depenau (Lage)                      | D073               | 0055                   | nach einem alten Flurnamen (ndt. deep = tief, also „tiefe Aue“) | 1326                            | | Depenau |
| Domstraße (Lage)                    | D144               | 0270                   | nach dem dort gelegenen, Anfang des 19. Jahrhunderts abgerissenen Dom | 1957                            | | Domstraße, Blick vom Speersort                                                                                     |
| Dornbusch (Lage)                    | D159               | 0045                   | nach dem an einem dort gelegenen Wirtshaus angebrachten Weinkranz, der von den Bürgern als Dornbusch interpretiert wurde | Anfang 18. Jahrhundert          | | Dornbusch |
| Dovenfleet (Lage)                   | D171               | 0225                   | nach einem neben der Straße verlaufenden Fleet ohne Zu- und Abfluss (ndt. dof od. dov = taub, leer) | Anfang 17. Jahrhundert          | | Dovenfleet |
| Ernst-Merck-Brücke (Lage)           | –                  | 0090                   | Ernst Merck (1811–1863), deutscher Unternehmer und Politiker | 1902                            | Südseite in St. Georg | Ernst-Merck-Brücke                                                                                                 |
| Ernst-Merck-Straße (Lage)           | E228               | 0150 (im Stadtteil)    | siehe Ernst-Merck-Brücke | 1914                            | nur nördlicher Teil der westlichen Seite in Altstadt, der Rest in St. Georg | Ernst-Merck-Straße, Blick vom Glockengießerwall                                                                    |
| Ferdinandstor (Lage)                | F088               | 0070 (im Stadtteil)    | Ferdinand III. (1608–1657), römisch-deutscher Kaiser | 1843                            | nördlicher Teil in St. Georg | Ferdinandstor, Blick stadtauswärts, hinter der Brücke nach St. Georg übergehend                                    |
| Ferdinandstraße (Lage)              | F089               | 0390                   | siehe Ferdinandstor | um 1842                         | | Ferdinandstraße, Blick vom Alstertor                                                                               |
| Fischertwiete (Lage)                | F134               | 0050                   | nach im 14. Jahrhundert dort ansässigen Fischern | 1916                            | postalische Anschrift des Chilehauses, Fußweg | Fischertwiete, Blick vom Meßberg                                                                                   |
| Georgsplatz (Lage)                  | H008               | 0065 × 25              | nach der damaligen Vorstadt St. Georg und der dortigen St.-Georgs-Kirche | 1843                            | | Georgsplatz |
| Gerhart-Hauptmann-Platz (Lage)      | G071               | 0090 × 45              | Gerhart Hauptmann (1862–1946), deutscher Dichter | 1946                            | seit 1266 Pferdemarkt, bis 2000 beidseits der Mönckebergstraße, südlicher Teil seitdem Ida-Ehre-Platz | Gerhart-Hauptmann-Platz, Blick von der Mönckebergstraße, im Hintergrund ist ein Stück der Binnenalster zu erkennen |
| Gertrudenkirchhof (Lage)            | G088               | 0085 × 35              | nach der Patronin der 1842 abgebrannten St.-Gertruden-Kapelle | 18. Jahrhundert                 | | Gertrudenkirchhof                                                                                                  |
| Gertrudenstraße (Lage)              | G089               | 0180                   | siehe Gertrudenkirchhof | 1843                            | | Gertrudenstraße, Blick Richtung Ballindamm                                                                         |
| Glockengießerwall (Lage)            | G117               | 0410                   | nach einer an der Spitalerstraße gelegenen Geschütz- und Glockengießerei | 1843                            | Teil des Stadtwalls und des Ring 1, östlicher Teil zwischen Spitalerstraße und Ernst-Merck-Straße in St. Georg                                                                                             | Glockengießerwall                                                                                                  |
| Görttwiete (Lage)                   | G137               | 0030                   | nach den dort ansässigen Grützmachern (Grütze = Gört) | 1357                            | nach dem Bau der heutigen Willy-Brandt-Straße nur noch aus einem Bürgersteig und wenigen Häusern bestehend                                                                                                 | Görttwiete |
| Graskeller (Lage)                   | G204               | 0060 (im Stadtteil)    | nach einem Keller, in dem Gras verkauft wurde | Mitte 18. Jahrhundert           | überquert das Alsterfleet, nördlicher Teil in Neustadt | Graskeller |
| Graskellerbrücke (Lage)             | –                  | 0015 (im Stadtteil)    | in Anlehnung an den benachbarten Graskeller | 1843                            | überquert das Alsterfleet, nördlicher Teil in Neustadt | Graskellerbrücke                                                                                                   |
| Grimm (Lage)                        | G238               | 0115                   | Herkunft nicht eindeutig geklärt; möglicherweise für „wild“ und „unwirtlich“, auch eine Ableitung vom Namen eines Fischers Grimmake wird in Betracht gezogen, des Weiteren könnte „grimm“ von „krumm“ abgeleitet sein und einen Arm der Alster meinen | 1248                            | der Grimm war ursprünglich eine im 13. Jahrhundert besiedelte Insel im Stadtgebiet | Grimm, Blick zur Willy-Brandt-Straße                                                                               |
| Große Bäckerstraße (Lage)           | G261               | 0110                   | nach dem dort ansässigen Gewerbe | um 1260                         | | Große Bäckerstraße                                                                                                 |
| Große Johannisstraße (Lage)         | G269               | 0140                   | nach dem dort befindlichen Johanniskloster | Mitte 13. Jahrhundert           | | Große Johannisstraße                                                                                               |
| Großer Burstah (Lage)               | G275               | 0295                   | nach „Bur“ (=Bürger oder Bauer) und „Stah“ (=Gestade oder Ufer), also Bürgerufer oder -gestade | nach 1450                       | | Großer Burstah |
| Große Reichenstraße (Lage)          | G271               | 0195                   | nach dem Wohnsitz von Bürgern mit Steinhäusern, die also „steinreich“ waren | 13. Jahrhundert                 | | Große Reichenstraße                                                                                                |
| Hahntrapp (Lage)                    | H045               | 0070                   | Herkunft nicht eindeutig; lt. Beckershaus und Hanke könnte sich der Name aus „han“ für „hoch“ und „Trapp“ für „Treppe“ zusammensetzen, als „hohe Treppe“ zu einem Staudamm führend; möglich ist laut Beckershaus auch eine Verbindung zu Geflügelhändlern, wobei „Trapp“ als „Spur“ gedeutet wird, die die Vögel hinterließen. Hanke führt den Namen darüber hinaus auf flämische Tuchwirker („Handdrapper“) zurück oder ganz einfach auf die geringe Länge der Straße, die nicht länger als ein „Hahnentritt“ ist | 17. Jahrhundert                 | | Hahntrapp |
| Hammaburg-Platz (Lage)              | H                  | 5250 m²                | nach der dort im 8. Jahrhundert errichteten Hammaburg, die Namensgeberin für die Stadt Hamburg war | 2024                            | Der Platz war vorher offiziell nicht benannt, wurde aber allgemein als Domplatz bezeichnet. | Hammaburg-Platz |
| Heiligengeistbrücke (Lage)          | H266               | 0025 (im Stadtteil)    | nach dem dort gelegenen Hospital zum Heiligen Geist | 1885                            | überquert das Alsterfleet, nördlicher Teil in Neustadt | Heiligengeistbrücke                                                                                                |
| Hermannstraße (Lage)                | H377               | 0270                   | Hermann der Cherusker (um 17 v. Chr.–21 n. Chr.), Cheruskerfürst, lt. Beckerhaus möglicherweise auch nach dem Ratsherrn Hermann Rentzel | 1843                            | beim Bau der Europa Passage geteilt und links und rechts dieser zum Fußweg zurückgebaut | Hermannstraße, im Hintergrund die Europa Passage                                                                   |
| Herrlichkeit (Lage)                 | H383               | 0110                   | nach dort angelegten Gärten, die als „Herrlichkeit“ bezeichnet wurden | 1589                            | Die Gärten gehörten der Stadt und die Nutzung war lediglich den Herren des Rats vorbehalten. | Herrlichkeit |
| Hinter der Markthalle (Lage)        | H456               | 0045                   | nach den dort seinerzeit befindlichen Markthallen | 1846                            | anstelle der Markthallen befindet sich heute dort das Thalia Theater | Hinter der Markthalle, verläuft unter dem Gebäude des Thalia Theaters hindurch                                     |
| Hohe Brücke (Lage)                  | H539               | 0050                   | nach der Bauart, die Brücke war höher gebaut als andere, um größeren Schiffen die Durchfahrt zu ermöglichen | 13. Jahrhundert                 | | Hohe Brücke |
| Holzbrücke (Lage)                   | H606               | 0105                   | nach dem ursprünglichen Material | 1266                            | 1842 abgebrannt, danach aus Stein neu errichtet, überquert das Nikolaifleet | Holzbrücke |
| Hopfenmarkt (Lage)                  | H621               | 0160x100x40            | nach dem dort stattgefundenen Handel mit Hopfen | 1346                            | zweitältester Markt in Hamburg | Hopfenmarkt |
| Hopfensack (Lage)                   | H622               | 0120                   | nach den dort befindlichen Buden zum Einlagern von Hopfensäcken | 17. Jahrhundert                 | | Hopfensack |
| Ida-Ehre-Platz (Lage)               | I137               | 0070x40x15             | Ida Ehre (1900–1989), dt.-österr. Schauspielerin, Regisseurin und langjährige Leiterin der Hamburger Kammerspiele, Ehrenbürgerin Hamburgs | 2000                            | vormals südlicher Teil des Gerhart-Hauptmann-Platzes | Ida-Ehre-Platz |
| Inge-Stolten-Weg (Lage)             | I                  | 0135 (im Stadtteil)    | Inge Stolten (1921–1993), Schauspielerin, Schriftstellerin, Journalistin und Politikerin | 2022                            | Fußweg; nordwestlicher Teil in St. Georg | Inge-Stolten-Weg                                                                                                   |
| Jakobikirchhof (Lage)               | J023               | 0100x60                | nach seiner Lage an der Hauptkirche St. Jacobi | 1268                            | | Jakobikirchhof |
| Johanniswall (Lage)                 | J068               | 0150                   | nach dem nahegelegenen St. Johannis-Kloster | 1922                            | | Johanniswall |
| Jungfernbrücke (Lage)               | –                  | 0020 (im Stadtteil)    | nach dem „Kleinen Jungfernstieg“, der vor dem Bau der Speicherstadt den Neuen Wandrahm mit dem Holländischen Brook verband | 1888                            | überquert den Zollkanal, südlicher Teil in der HafenCity | Jungfernbrücke |
| Jungfernstieg (Lage)                | J100               | 0090 (im Stadtteil)    | nach dem Volksmund, ursprünglich als Reesendamm angelegt | um 1680                         | erste asphaltierte Straße Deutschlands (1838), überwiegend in Neustadt | Jungfernstieg, zu Altstadt gehörender Teil                                                                         |
| Kajen (Lage)                        | K026               | 0165                   | nach dem Wort „Kai“, ursprünglich ein befestigter Deich, der als Anlegeplatz diente | 1562                            | | Kajen, Blick zum Rödingsmarkt                                                                                      |
| Katharinenbrücke (Lage)             | K099               | 0030                   | Katharina von Alexandrien, Schutzpatronin der nahegelegenen Hauptkirche St. Katharinen | 1269                            | | Katharinenbrücke                                                                                                   |
| Katharinenfleet (Lage)              | K100               | 0245                   | siehe Katharinenbrücke | 1960                            | folgt dem Verlauf des ehemaligen Fleets gleichen Namens | Katharinenfleet, Blick zur Mattentwiete                                                                            |
| Katharinenkirchhof (Lage)           | K101               | 0115                   | siehe Katharinenbrücke | 15. Jahrhundert                 | kein Platz, sondern eine Straße, vor der Katharinenkirche verlaufend | Katharinenkirchhof                                                                                                 |
| Katharinenstraße (Lage)             | K102               | 0235                   | siehe Katharinenbrücke | 1353                            | | Katharinenstraße, Blick zur Mattentwiete                                                                           |
| Kattrepel (Lage)                    | K107               | 0110                   | Herkunft ungeklärt, mögliche Bedeutung lt. Hanke ein Ort mit Katenplätzen, die mit einem Seil (niederdt. Reep oder Rep) ausgemessen wurden, nach Beckerhaus für „abgelegene, unheimliche Örtlichkeiten (…), wo Katzen sich raufen.“ (niederdt. Katt = Katze, repeln = raufen) | 1278                            | | Kattrepel |
| Kattrepelsbrücke (Lage)             | K108               | 0040                   | siehe Kattrepel | 1564                            | überquerte das ehemalige Reichenstraßenfleet | Kattrepelsbrücke                                                                                                   |
| Kleine Johannisstraße (Lage)        | K234               | 0115                   | siehe Große Johannisstraße | 1269                            | | Kleine Johannisstraße, Blick in Richtung Rathausmarkt                                                              |
| Kleiner Burstah (Lage)              | K244               | 0090                   | siehe Großer Burstah | 1270                            | | Kleiner Burstah |
| Kleine Reichenstraße (Lage)         | K237               | 0110                   | siehe Große Reichenstraße | 17. Jahrhundert                 | | Kleine Reichenstraße                                                                                               |
| Kleine Rosenstraße (Lage)           | K238               | 0135                   | vermutlich ironisch durch den Volksmund entstanden, in dieser Gegend befanden sich der Elendsfriedhof und eine Abdeckerei | 1843                            | Verlängerung der Rosenstraße auf der Südwestseite des Gerhart-Hauptmann-Platzes | Kleine Rosenstraße, Blick zur Mönckebergstraße, im Hintergrund der Turm der Petrikirche                            |
| Klingberg (Lage)                    | K262               | 0040                   | Herkunft unbekannt, mehrere Deutungen, z. B. enges Tal (nach dem altdt. Wort „Kling“), „klingendes“ sprudelndes Wasser oder einfach nur nach einem Grundeigentümer | 1265                            | | Klingberg, Blick Richtung Hopfensack                                                                               |
| Klosterwall (Lage)                  | K278               | 0200                   | nach dem dort befindlichen St. Johannis-Kloster | 1875                            | Teil des Stadtwalls und des Ring 1, östlicher Teil in Hammerbrook | Klosterwall (Ostteil), Blick Richtung Norden                                                                       |
| Knochenhauertwiete (Lage)           | K297               | 0025                   | nach den dort ansässigen Schlachtern, seinerzeit Knochenhauer genannt | 1939                            | Fußweg | Knochenhauertwiete                                                                                                 |
| Kornhausbrücke (Lage)               | K595               | 0025 (im Stadtteil)    | nach dem dort zwischen 1660 und 1871 befindlichen Kornhaus | 1886                            | überquert den Zollkanal, südlicher Teil in der HafenCity | Kornhausbrücke |
| Kreuslerstraße (Lage)               | K422               | 0060                   | Adolf Kreusler (1824–1894), dt. Theologe, seit 1871 Hauptpastor der Hauptkirche St. Petri | 1910                            | Fußweg neben der Petrikirche | Kreuslerstraße, Blick zur Mönckebergstraße                                                                         |
| Kurze Mühren (Lage)                 | K521               | 0130                   | siehe Bei den Mühren | 16. Jahrhundert                 | | Kurze Mühren, Blick Richtung Brandsende                                                                            |
| Lange Mühren (Lage)                 | L030               | 0245                   | siehe Bei den Mühren | 1913                            | | Lange Mühren |
| Lilienstraße (Lage)                 | L177               | 0200                   | siehe Kleine Rosenstraße | 16. Jahrhundert                 | | Lilienstraße, vom Gertrudenkirchhof aus                                                                            |
| Lombardsbrücke (Lage)               | L243               | 0220 (im Stadtteil)    | nach einem hier gelegenen Leihhaus, „Lombard“ genannt (Bezeichnung für italienische Kaufleute, die im Mittelalter Geld gegen Pfänder verliehen) | 1894                            | südliche Seite des östlichen Teils in Hamburg-Altstadt, westlicher Teil in Neustadt und Rotherbaum, teilweise auch in St. Georg, dort ohne Anteil an der Straßenfläche                                     | Lombardsbrücke, in Altstadt liegender Teil                                                                         |
| Ludwig-Erhard-Straße (Lage)         | L384               | 0100 (im Stadtteil)    | Ludwig Erhard (1897–1977), dt. CDU-Politiker, von 1963 bis 1966 Bundeskanzler | 1991                            | westlicher Teil der 1963 eröffneten Ost-West-Straße, ab Kreuzung Rödingsmarkt nach Osten seit 2005 Willy-Brandt-Straße, Teil der B 4, ab Mitte der Slamatjenbrücke nach Westen in Neustadt                 | Ludwig-Erhard-Straße, Blick Richtung Millerntor, im Hintergrund der Turm des Michels                               |
| Marion-Gräfin-Dönhoff-Brücke (Lage) | M463               | 0015 (im Stadtteil)    | Marion Gräfin Dönhoff (1909–2002), Publizistin | 2018                            | Fußgängerbrücke, überquert das Alsterfleet und verbindet die Alsterarkaden mit dem Alten Wall; nördlicher Teil in Hamburg-Neustadt                                                                         | Marion-Gräfin-Dönhoff-Brücke                                                                                       |
| Mattenwiete (Lage)                  | M089               | 0120                   | Herkunft mehrdeutig, möglicherweise nach hier lebenden Mattenflechtern oder in Ableitung von Maatstwiete nach Seeleuten, die hier unweit des Hafens wohnten | 1352                            | bereits ab 1299 als Salinghentwiete bekannt, ab 1352 auch als Haartwiete | Mattentwiete, Blick Richtung Willy-Brandt-Straße                                                                   |
| Meßberg (Lage)                      | M126               | 0169                   | zwei mögliche Bedeutungen: einerseits von Misthaufen (niederdt. Meß = Mist) als Abfallplatz oder als Platz, an dem Korn gemessen wurde | 16. Jahrhundert/1916            | keine Straße im eigentlichen Sinne, sondern eine verkehrsreiche Kreuzung an der Südseite des Chilehauses                                                                                                   | Meßberg |
| Mönckebergstraße (Lage)             | M223               | 0755                   | Johann Georg Mönckeberg (1839–1908), dt. Jurist und seit 1890 wiederholt Hamburger Bürgermeister, und Vilma Mönckeberg-Kollmar (1892–1985), Literaturwissenschaftlerin und Sprachpädagogin | 1908                            | zentrale Geschäftsstraße in der Hamburger Innenstadt, Namensgeber für den Bahnhof der Linie U3 in Höhe des Barkhofs; seit 2022 erweiterte Benennung                                                        | Mönckebergstraße, im Hintergrund die Petrikirche                                                                   |
| Mönkedamm (Lage)                    | M224               | 0185                   | für die Mönche angelegter Damm beim damaligen Maria-Magdalenen-Kloster | 16. Jahrhundert                 | | Mönkedamm |
| Mohlenhofstraße (Lage)              | M231               | 0075                   | nach einem Besitz der Schauenburger Grafen (Schauenburgerhof oder Mohlenhof) | 1899                            | bis 1899 Altstädter Fuhlentwiete | Mohlenhofstraße, Blick zur Steinstraße                                                                             |
| Mühlenbrücke (Lage)                 | –                  | 0025                   | nach einer Niedermühle, die seit 1195 hier stand | 1844/45                         | Teil des Großen Burstahs | Mühlenbrücke |
| Neß (Lage)                          | N032               | 0060                   | nach einer alten Flurbezeichnung (Neß = Nase), Landzunge am hier befindlichen ursprünglichen Hafen | 1266                            | | Neß, Blick in Richtung Große Reichenstraße                                                                         |
| Neue Burg (Lage)                    | N047               | 0065                   | nach der von Sachsenherzog Ordulf erbauten dritten Burg auf Hamburger Stadtgebiet | 1164                            | älteste nachgewiesene Straße Hamburgs, bis zum Bau der Ost-West-Straße im Halbkreis um die ehemalige Hauptkirche St. Nikolai verlaufend                                                                    | Neue Burg, links die Ruinen der St. Nikolaikirche                                                                  |
| Neue Gröningerstraße (Lage)         | N048               | 0150                   | Herkunft zweifelhaft, entweder von niederländischen Kaufleuten aus Groningen, die sich hier ansiedelten, von zahlreichen Bäumen (niederdt. gröön = grün) oder hier zum Verkauf angebotenen Grünwaren | 1820                            | die Benennung erfolgte in Anlehnung an die Gröningerstraße, die dem Bau der Ost-West-Straße zum Opfer fiel                                                                                                 | Neue Gröningerstraße, im Hintergrund die Katharinenkirche                                                          |
| Niedernstraße (Lage)                | N106               | 0125                   | nach seiner Lage unterhalb des Geestabhangs | 1265                            | | Niedernstraße |
| Nikolaibrücke (Lage)                | –                  | 0060                   | nach ihrer Bestimmung als Überführung über das Nikolaifleet | 1955                            | Teil der Willy-Brandt-Straße | Nikolaibrücke |
| Nikolaisperrwerk (Lage)             | –                  |                        | nach seiner Lage an der Mündung des Nikolaifleets in den Binnenhafen | nicht bekannt                   | | Nikolaisperrwerk                                                                                                   |
| Oberbaumbrücke (Lage)               | O202               | 0115 (im Stadtteil)    | in Anlehnung an die am Baumwall befindliche Niederbaumbrücke, einem Durchlass, der die Elbe vom damaligen Hafen, dem Binnenhafen, trennte | 1963                            | überquert den Oberhafen, südlicher Teil in der HafenCity | Oberbaumbrücke, Blick Richtung HafenCity                                                                           |
| Otto-Sill-Brücke (Lage)             | O206               | 050 (im Stadtteil)     | Otto Sill (1906–1984), von 1964 bis 1971 Oberbaudirektor in Hamburg | 1988 (Beckershaus)/1991 (Hanke) | verläuft parallel zur Binnenhafenbrücke über das Alsterfleet an dessen Einmündung zum Binnenhafen, südwestl. Teil in Neustadt                                                                              | Otto-Sill-Brücke                                                                                                   |
| Pelzerstraße (Lage)                 | P060               | 0105                   | nach den hier ansässigen Kürschnern | 1266                            | | Pelzerstraße |
| Peter-Schulz-Platz (Lage)           | P                  | 0020 × 70              | Peter Schulz, Politiker, von 1971 bis 1974 Erster Bürgermeister Hamburgs | 2023                            | öffentlicher Parkplatz östlich des Chilehauses | |
| Plan (Lage)                         | P134               | 0070                   | nach dem niederländischen Wort „plein“ für Platz | 1843                            | ursprünglich auf dem Areal des heutigen Rathausmarktes gelegen, ist Plan heute eine kurze Verbindungsstraße zwischen dem Rathausmarkt und dem Beginn des Jungfernstiegs                                    | Plan, Blick vom Rathausmarkt                                                                                       |
| Pumpen (Lage)                       | P217               | 0090                   | nach der Lage an drei Wasserpumpen | 1899                            | von 1527–1899 Bei den Pumpen | Pumpen, Blick zum Meßberg, rechts das Chilehaus                                                                    |
| Raboisen (Lage)                     | R008               | 0490                   | Herkunft unklar, möglich nach dem Anwohner von der Raboise, der in einem Turm der Stadtmauer lebte, eventuell hieß auch dieser Turm Raboisen oder Rabotysen; eine dritte Möglichkeit erwähnt die Raben, die bei der nahegelegenen Abdeckerei nach Essbarem suchten | 1591                            | am westlichen Ende Sackgasse, vor dem Bau der Europa Passage in die Paulstraße mündend | Raboisen, Blick Richtung Glockengießerwall                                                                         |
| Rathausmarkt (Lage)                 | R053               | 0130 × 90              | nach seiner Lage vor dem Rathaus | 1843                            | zwischen 1933 und 1945 Adolf-Hitler-Platz, heutige Gestaltung seit 1982 | Rathausmarkt |
| Rathausschleuse (Lage)              | –                  |                        | nach ihrer Lage am Rathaus | 1974                            | trennt das Alsterfleet von der Kleinen Alster, nördlicher Teil in Neustadt | Rathausschleuse, Blick von der Schleusenbrücke                                                                     |
| Rathausstraße (Lage)                | R054               | 0175                   | nach ihrer Lage, zum Rathaus führend | 1843                            | | Rathausstraße, Blick Richtung Rathaus                                                                              |
| Reesendamm (Lage)                   | R087               | 0070                   | Herkunft ungeklärt, möglicherweise von einem dort ansässigen Müller Reese | 1852                            | ursprünglicher Name des Jungfernstiegs, heute parallel zur Kleinen Alster verlaufend | Reesendamm, Blick Richtung Rathausmarkt                                                                            |
| Reesendammbrücke (Lage)             | –                  | 0040 (im Stadtteil)    | siehe Reesendamm | 1842                            | Teil des Jungfernstiegs, nördlicher Teil in Neustadt | Reesendammbrücke                                                                                                   |
| Reimersbrücke (Lage)                | R124               | 0060                   | vermutlich nach einem dort ansässigen Grundeigentümer Reimer oder Reimers | 1279                            | überquert als Fußgängerbrücke das Nikolaifleet | Reimersbrücke |
| Reimerstwiete (Lage)                | R125               | 0160                   | siehe Reimersbrücke | 1331                            | an der Reimerstwiete findet man einige Fachwerkhäuser aus dem 18. und 19. Jahrhundert | Reimerstwiete |
| Rödingsmarkt (Lage)                 | R227               | 0395                   | möglicherweise nach dem Eigentümer Rodiger Witte, spätere Besitzer eventuell eine Familie Roding oder Röding; das Wort „Markt“ bezeichnet in diesem Fall ein Stück Grenzland, denn der Rödingsmarkt bildete im 16. Jahrhundert die westliche Stadtgrenze | 1251/16. Jahrhundert            | 1251 als Rodigesmarke oder Rodersmarke erwähnt, heutiger Name seit dem 16. Jahrhundert bekannt; Namensgeber der Haltestelle der Linie U3                                                                   | Rödingsmarkt, oben Teilansicht de gleichnamigen U-Bahnhofes                                                        |
| Rolandsbrücke (Lage)                | R265               | 0035                   | nach einem dort aufgestellten Rolandsbild | 1342                            | überquerte bis in die 1870er-Jahre hinein das Bäckerstraßenfleet; heute keine Brücke mehr, sondern ein kurzer Straßenzug                                                                                   | Rolandsbrücke |
| Rosenstraße (Lage)                  | R289               | 0280                   | siehe Kleine Rosenstraße | 1326                            | | Rosenstraße, Blick vom Georgsplatz                                                                                 |
| Schaartorbrücke (Lage)              | S089               | 0005 (im Stadtteil)    | nach dem dort gelegenen Schaartor (Schaar = hohes Ufer) | 1871                            | überquert das Alsterfleet, Teil der Straße Beim Alten Waisenhause, westlicher Teil in Neustadt | Schaartorbrücke |
| Schaartorschleuse (Lage)            | –                  |                        | nach seiner Bestimmung und Lage (siehe Schaartorbrücke) | 1967                            | westlicher Teil in Neustadt | Schaartorschleuse, Blick von der Schaartorbrücke                                                                   |
| Schauenburgerstraße (Lage)          | S122               | 0230                   | nach dem Adelsgeschlecht der Schauenburger Grafen, dem auch Adolf IV. entstammte (siehe Adolphsbrücke und Adolphsplatz) | 1843                            | | Schauenburgerstraße                                                                                                |
| Schleusenbrücke (Lage)              | S203               | 0040 (im Stadtteil)    | nach der Belegenheit, führt beim Rathausmarkt über die Schleuse zwischen Alsterfleet und Kleiner Alster | 1843                            | nordwestl. Teil in Neustadt | Schleusenbrücke |
| Schmiedestraße (Lage)               | S239               | 0060                   | nach den dort ansässigen Schmieden | 1391                            | erstmals als Smedestrate erwähnt | Schmiedestraße, Blick zur Mönckebergstraße                                                                         |
| Schopenstehl (Lage)                 | S277               | 0170                   | Herkunft nicht gesichert; eventuell dem Braugewerbe entlehnt und die Schöpfkelle des Brauers meinend; möglich auch eine frühe Bezeichnung des Wortes „Schöffe“, da sich in der Nähe das Rathaus mit der Gerichtsbarkeit befand. (Das Schöffentum wurde bereits im 8. Jahrhundert eingeführt.) In die gleiche Richtung weist das Wort „Scope“, was Pfahl oder Pranger bedeutet und somit den Schandpfahl meinen könnte                                                                                              | 1352                            | | Wiking-Haus am Schopenstehl                                                                                        |
| Slamatjenbrücke (Lage)              | –                  | 0010 (im Stadtteil)    | vermutlich ein Ort, an dem Prostitution ausgeübt wurde (slam = unsauber, Matjen = Mädchen) | 1960                            | bereits im 17. Jahrhundert erwähnt, führt im Zuge der Ludwig-Erhard-Straße über das Alsterfleet, überwiegender westlicher Teil in Neustadt                                                                 | Slamatjenbrücke |
| Speersort (Lage)                    | S538               | 0195                   | Herkunft nicht zweifelsfrei geklärt; möglich nach einem Flurnamen oder nach einem Ditmer Speer, der hier Grundbesitz gehabt haben soll; Hanke vermutet darüber hinaus eine Kontraktion des Namens „St. Peters-Ort“, da die Straße an der Petrikirche vorbeiführt | 1472                            | | Speersort, links das Pressehaus                                                                                    |
| Spitalerstraße (Lage)               | S546               | 0390                   | nach dem Weg zum St.-Georg-Hospital, in dem Leprakranke behandelt wurden | 1268                            | Fußgängerzone und Einkaufsmeile | Spitalerstraße |
| Springeltwiete (Lage)               | S559               | 0065                   | nach dem Grundeigentümer Johann Sprink | 1392                            | anfangs Sprinken- oder Springentwiete | Springeltwiete |
| Steckelhörn (Lage)                  | S600               | 0070                   | Herkunft nicht eindeutig geklärt; möglich a) nach mittelniederdeutsch „Horn“ = „Ecke“ und „stekel“ = „spitz“ oder „steil“ eine scharfe oder spitze Ecke, b) nach der in Finkenwerder gebräuchlichen Bezeichnung „Steckeln“ für „Disteln“ ein mit Disteln bewachsener Ort, c) nach Stegelhörn, wobei „Stegel“ ein Diminutiv von Steg ist und einen kleinen Weg meint, der zu einer Landzunge führt | 1316                            | Sitz des Statistischen Amtes für Hamburg und Schleswig-Holstein (Standort Hamburg) | Steckelhörn, Blick zur Katharinenstraße                                                                            |
| Steinstraße (Lage)                  | S650               | 0450                   | nach ihrem Belag; die Steinstraße gilt als eine der ersten gepflasterten Straßen Hamburgs | 1273                            | | Steinstraße, Blick Richtung Speersort                                                                              |
| Steintorwall (Lage)                 | S653               | 0290                   | nach seiner Lage am ehemaligen Steintor | 1858                            | Teil des Stadtwalls und des Ring 1, östliche Seite in St. Georg | Steintorwall |
| Steintwiete (Lage)                  | S655               | 0120                   | vermutlich nach seiner Bepflasterung | 1273                            | | Steintwiete, Blick zum Rödingsmarkt                                                                                |
| Steintwietenhof (Lage)              | S656               | 0160                   | in Anlehnung an die benachbarte Steintwiete | 1963                            | folgt dem Verlauf des zugeschütteten Deichstraßenfleets | Steintwietenhof |
| Trostbrücke (Lage)                  | T175               | 0080                   | nach einem Anwohner Trost | 1266                            | lange Zeit Mittelpunkt Hamburgs mit Rathaus, Börse und Hafen | Trostbrücke |
| Wallringtunnel (Lage)               | –                  | 0860                   | nach seinem Verlauf unterhalb des Kloster-, Steintor- und Glockengießerwalls | 1966                            | östlicher Teil bis Kreuzung Glockenengießerwall/Georgsplatz/Ernst-Merck-Straße in St. Georg, Teil des Ring 1                                                                                               | Wallringtunnel (HH-Altstadt)                                                                                       |
| Wandrahmsteg (Lage)                 | –                  | 0030 (im Stadtteil)    | nach den Rahmen der dort vom 14. bis 18. Jahrhundert ansässigen Tuch- und Wandmacher | 1962                            | überquert den Zollkanal, südlicher Teil in der Hafencity | Wandrahmsteg, im Hintergrund mittig das Chilehaus                                                                  |
| Willy-Brandt-Straße (Lage)          | W515               | 1205                   | Willy Brandt (1913–1992), dt. SPD-Politiker, Bundeskanzler von 1969 bis 1974 | 2005                            | östlicher Teil der 1963 eröffneten Ost-West-Straße, ab Kreuzung Rödingsmarkt bereits seit 1991 Ludwig-Erhard-Straße, Teil der B 4                                                                          | Willy-Brandt-Straße, in der Bildmitte der U-Bahnhof Rödingsmarkt                                                   |
| Wölberstieg (Lage)                  | W527               | 0080                   | Hans-Otto Wölber (1913–1989), dt. evangelischer Theologe und Hamburger Landesbischof | 1991                            | Fußweg neben der St.-Nikolai-Kirche, wo Wölber von 1956 bis 1976 als Hauptpastor tätig war. | Wölberstieg, rechts die Nikolaikirche                                                                              |
| Zippelhaus (Lage)                   | Z035               | 0105                   | nach Lagerräumen für Gemüse aus Bardowick, insbesondere Zwiebeln (Zwiebel = niederdt. Zippel, mittelniederdt. Sipolle) | 1581                            | bis 1899 Bei dem Zippelhaus | Zippelhaus, Blick von der Kornhausbrücke                                                                           |
| Zollenbrücke (Lage)                 | Z044               | 0030                   | nach dem dort befindlichen Zollhaus der Schauenburger Grafen | Mitte 14. Jahrhundert           | überquerte das 1946 zugeschüttete Gröningerstraßenfleet | Zollenbrücke |

## Ehemalige Verkehrsflächen
Die 2006 eröffnete Europa Passage folgt zwischen Kleiner Rosenstraße und Hermannstraße dem Verlauf der ehemaligen Paulstraße, in die die Straße Raboisen an ihrem östlichen Ende mündete. Obwohl nicht mehr existent, gibt es am südlichen Eingang einen Zugang zu über den Einkaufsflächen liegenden Büros mit der Adresse Paulstraße 3. In der deutschen Grundkarte wird die Paulstraße ebenfalls noch geführt. (Lage)
Durch den Abriss der City-Hof-Häuser existiert die City-Hof-Passage seit 2019 nicht mehr. Durch Bekanntmachung im Amtlichen Anzeiger Nr. 15 vom 23. Februar 2021 gilt die Wegefläche nun auch amtlicherseits als gelöscht.